# Zakon Braci Mniejszych Konwentualnych
Zakon Braci Mniejszych Konwentualnych (łac. Ordo Fratrum Minorum Conventualium, siglum: OFMConv, pot. franciszkanie, franciszkanie konwentualni, franciszkanie czarni) – katolicka wspólnota zakonna z grupy zakonów żebrzących, z rodziny franciszkańskiej, założona w 1209 przez św. Franciszka z Asyżu. Liczy ponad 4 tys. braci, z których 1/4 stanowią Polacy. Do wspólnoty należą na równych prawach zarówno kapłani, jak i bracia laicy. Kościół zalicza Braci Mniejszych Konwentualnych do instytutów kleryckich.
Zakon ten dzieli pochodzenie od św. Franciszka i Regułę z dwoma innymi: Zakonem Braci Mniejszych, zwanych w Polsce potocznie: franciszkanami, franciszkanami brązowymi, bernardynami, reformatami oraz Zakonem Braci Mniejszych Kapucynów, zwanych krótko kapucynami. Prócz nich istnieją mniejsze instytuty zakonne opierające się o Regułę św. Franciszka. Do nich wszystkich odnosi się nazwa: I Zakon franciszkański.
Zakon posiada wiele potocznych nazw. W Polsce do nazwy franciszkanie dodaje się czasem przymiotnik: konwentualni, albo czarni. W krajach angielskojęzycznych funkcjonuje nazwa greyfriars (szarzy bracia), w Niemczech: die Minoriten (minoryci).

## Strój zakonny
Strój zakonny to czarny lub szary habit, przepasany białym sznurem (łac. cingulum) oraz kaptur z pelerynką.

## Zakon w Polsce
Pierwsi franciszkanie pojawili się na ziemiach polskich w 1236 we Wrocławiu. Z końcem średniowiecza istniała już siatka klasztorów obejmujących całą Koronę Polską. Wskutek podziałów w łonie Zakonu cała prowincja polska przyjęła konwentualizm.
W ciągu wieków franciszkanie konwentualni wydali jednego świętego i kilku błogosławionych. Byli to m.in.: bł. Jakub Strzemię, bł. Rafał Chyliński. Największy wpływ na zakon i na cały Kościół polski miał św. Maksymilian Kolbe, który pod koniec I wojny światowej założył związany z duchowością franciszkańską ruch o nazwie Rycerstwo Niepokalanej (w 1917) oraz będący jego centralą klasztor w Niepokalanowie (w 1927). Działalność apostolska tego ośrodka zaowocowała licznymi inicjatywami, m.in.: Radiem Niepokalanów, Telewizją Niepokalanów, telewizją internetową FranciszkanieTV czy franciszkańskim wydawnictwem (WOF).

### Prowincje Zakonu w Polsce
1. Prowincja św. Antoniego z Padwy i bł. Jakuba Strzemię w Krakowie, założona w 1517;
2. Prowincja Matki Bożej Niepokalanej w Warszawie[2], założona w 1939;
3. Prowincja św. Maksymiliana Marii Kolbego w Gdańsku, założona w 1986.